# Sinan Bakış
Sinan Bakış (* 22. April 1994 in Troisdorf) ist ein türkisch-deutscher Fußballspieler.

## Karriere

### Vereine
Bakış kam in der Nordrhein-Westfälischen Stadt Troisdorf auf die Welt. Mit dem Vereinsfußball begann er in der Jugend von Borussia Mönchengladbach und spielte anschließend noch für die Nachwuchsabteilungen von Bonner SC und Bayer 04 Leverkusen. Im Anschluss an die U-20-Fußball-Weltmeisterschaft 2013, an der Bakış mit der türkischen U-20-Auswahl teilgenommen hatte, geriet er ins Visier der Transferabteilungen mehrerer türkische Erst- und Zweitligisten. Der zentralanatolische Klub Kayserispor reagierte im September 2013 am schnellsten und sicherte sich die Dienste von Bakış für die nächsten drei Jahre. 2014 stieg er mit dem Verein in die zweite Liga ab und kehrte nach nur einem Jahr 2015 wieder in die Süper Lig zurück.
Zur Saison 2016/17 wechselte er zu Bursaspor. Zur Saison 2018/19 wechselte er nach Österreich zum FC Admira Wacker Mödling. Für die Niederösterreicher kam er in zwei Saisonen auf insgesamt 52 Einsätze in der Bundesliga und erzielte dabei 16 Tore. Zur Saison 2020/21 wechselte Bakış in die Niederlande zu Heracles Almelo, wo er einen bis Juni 2023 laufenden Vertrag erhielt. Im Sommer 2023 schloss er sich Real Saragossa an. Von dort wurde er zur Saison 2024/25 an Górnik Zabrze verliehen.

### Nationalmannschaft
Obwohl Bakış auch für die deutschen Jugendnationalmannschaften spielberechtigt war, startete seine Nationalmannschaftskarriere 2012 bei der türkischen U-19-Auswahl. In den Jahren 2012 und 2013 lief er insgesamt zehn Mal für diese Jugendnationalmannschaft auf.
Im Rahmen der U-20-Weltmeisterschaft 2013 in der Türkei wurde Bakış in das Turnieraufgebot der türkischen U-20-Nationalmannschaft berufen. Hier kam man bis ins Achtelfinale und schied durch eine 1:4-Niederlage gegen die französische Auswahl aus dem Turnier aus. Bakış gelang in diesem Achtelfinalspiel das einzige Tor seiner Mannschaft.

## Erfolge
Mit der türkischen U-20-Nationalmannschaft
- Achtelfinalist der U-20-Fußball-Weltmeisterschaft: 2013